# Ulf Kenklies
Ulf Kenklies (* 5. Mai 1941 in Northeim, Niedersachsen) ist ein deutscher Sänger, lyrischer Tenor und Chorleiter.

## Leben
Ulf Kenklies hat seine musikalischen Wurzeln im Knabenchor Hannover, dem er mit 10 Jahren beitrat. Er bekam dadurch Gesangsunterricht und war dort mehrere Jahre auch als Stimmbildner tätig. Als begeisterter Chor- und Ensemblesänger wurde er ohne Studium 1965 Mitglied des Opernchores der Niedersächsischen Staatsoper Hannover. Von 1965 bis 1969 studierte er an der Hochschule für Musik, Theater und Medien Hannover Gesang bei Otto Köhler. Seinen Abschluss als Gesangslehrer machte er 1969 mit einem Staatsexamen als „Staatlich geprüfter Musiklehrer für Gesang“ (beinhaltend ein Abschlusskonzert unter der musikalischen Leitung von Siegfried Schick). 1969 trat er ein Engagement im Chor des Norddeutschen Rundfunks (heute: NDR Vokalensemble) an, dem er bis zu seiner Pensionierung im Jahre 2005 angehörte.

## Wirken
Während seines Engagements im Chor des NDR gelang es Ulf Kenklies, eine beachtliche Karriere als Oratorien- und Konzertsänger anzutreten. Nach einer erfolgreichen Teilnahme am Mozart-Wettbewerb in Salzburg folgten zahlreiche Rundfunkaufnahmen und Fernsehauftritte, sowie Konzertreisen ins europäische Ausland, nach Israel und Amerika. Mitwirkungen bei Festivals von Athen, Bergen, Donaueschingen und dem Schleswig-Holstein Musik Festival wurden durch Operngastspiele ergänzt, wie an der Hamburger Staatsoper und dem Teatro La Fenice in Venedig. Kenklies sang u. a. unter der Leitung von Herbert Blomstedt, Gustav Kuhn, Fabio Luisi, Hans Zender und Günter Wand.
Sein umfangreiches Repertoire umfasst alle wichtigen Werke der Konzertliteratur von Bach bis Strawinskij. Eine leichte, gut sitzende und lockere Höhe erlaubte es ihm, in Werken unterschiedlicher Fächer, wie den Passionen von Johann Sebastian Bach, dem Requiem von Giuseppe Verdi sowie der Missa solemnis von Ludwig van Beethoven aufzutreten. Seine große buffoneske Begabung sicherte ihm in über 160 Aufführungen der szenischen Kantate Carmina Burana von Carl Orff großen Erfolg.
Anlässlich der Gründung der Christian-Morgenstern-Gesellschaft zum 100. Todestag von Christian Morgenstern komponierte Ulf Kenklies einen Liederzyklus für hohe Stimme und Klavier nach Texten von Morgenstern. Der Zyklus wurde bei einer musikalischen Lesung der Stiftung Klosterkirche Lilienthal 2019 aufgeführt.

## Diskographie (Auszug)
Ulf Kenklies wirkte als Solist bei zahlreichen Produktionen mit, die in Rundfunk und Fernsehen ausgestrahlt oder auf Tonträgern festgehalten und veröffentlicht wurden.
- 1974: Johann Sebastian Bach – Kaffee-Kantate / Bauern-Kantate[9]
- 1976: Karlheinz Stockhausen – Chöre Für Doris / Choral / Atmen Gibt Das Leben... / Punkte Für Orchester[10]
- 1977: Hector Berlioz – Te Deum[11]
- 1986: Schleswig Holstein im Volkslied (mit einem Begleitwort von Uwe Barschel)[12]
- 2005: Carl Orff – Carmina Burana[13]

## Lehrtätigkeit
Von 1988 bis 1991 hatte er einen Lehrauftrag für Stimmbildung an der Universität Bremen. 2017 gab Kenklies einen Liederabend in China und leitete einen Sänger-Workshop.

## Tätigkeit als Chorleiter
Von 1972 bis 2022 war Ulf Kenklies auch als Chorleiter tätig. In seinen Konzerten erklangen gelegentlich auch eigene Kompositionen nach eigenen Texten.
Im Mai 2022 verabschiedete er den Chor Harmonie Rellingen nach 23 Jahren als dessen Chorleiter und kündigte an, keine Chorkonzerte mehr geben zu wollen.